# Reservas de petróleo en Libia
Las reservas de petróleo en Libia son las más grandes de África y las novenas más grandes del mundo, con 41.5 miles de millones de barriles ( 6,60 × 109 m³) a partir de 2007. La producción de petróleo fue de 1,8 millones de barriles por día ( 290 × 103 m³ / día) a partir de 2006, proporcionando a Libia 63 años de reservas al ritmo de producción actual, si no se encontraran nuevas reservas. Libia está considerada una zona de petróleo altamente atractiva, debido a su bajo costo de producción (tan bajo como $ 1 por barril en algunos campos), y la proximidad a los mercados europeos. Libia quiere aumentar la producción de 1,8 Mbl / d ( 290 × 103 m³ / día) en 2006 a 3 Mbl / d ( 480 × 103 m³ / día) en 2010-13, pero con los actuales yacimientos de petróleo bajando a una tasa de disminución del 7,8%, el reto de Libia es mantener la producción en los campos maduros, mientras encuentra y desarrolla nuevos campos de petróleo. La mayor parte de Libia sigue estando inexplorada, como consecuencia de las sanciones anteriores y desacuerdos con las compañías petroleras extranjeras.
La producción acumulada hasta el año 2009 fue de 27 Gbl. Teniendo en cuenta el número indicado, es el 65% de las reservas. 
La perforación de pozos de petróleo en Libia fue autorizada por primera vez por la Ley del Petróleo de 1955.